# 有頭動物
有頭動物（ゆうとうどうぶつ、Craniata）とは、提案されている脊索動物内部の分類であり、現生種としては（狭義の）脊椎動物と、ヌタウナギを含む。頭蓋骨を持つことを特徴とする。
有頭動物は、伝統的な意味での（広義の）脊椎動物を置き換えるための、無階級の分類群である。広義の脊椎動物と狭義の脊椎動物の主な違いは、伝統的な意味での広義の脊椎動物は、ヌタウナギ類と頭甲綱を含むが、狭義ではこれらは脊椎動物には含まれない。これらは真の脊椎を欠いており、脊椎を有するという脊椎動物の特性を有さない（Hickman他, 2007による）。
（注：上記記述には問題があり、頭甲綱は狭義の脊椎動物に含まれる説の方が一般的）
頭蓋骨を持つこと以外の、有頭動物の特徴は以下である。
- 心房と心室に分かれる心臓を持つ。
- 3分節された脳を持つ。
- （少なくとも1つの）半規管を持つ。

## 分類
有頭動物
- ヌタウナギ綱 en:Myxini (= Hyperotreti)
  - ヌタウナギ目 en:Myxiniformes
    - en:Myxinidae
- 頭甲綱 en:Cephalaspidomorphi
- 脊椎動物亜門 Vertebrata
  - 有顎動物下門 en:Gnathostomata
    - 軟骨魚綱 en:Chondrichthyes
    - 硬骨動物 en:Teleostomi

  - 不穿口蓋類 en:Hyperoartia
    - ヤツメウナギ目 en:Petromyzontiformes

（注：上記分類にも問題があり、ヤツメウナギ（頭甲綱に含まれるとされる）の位置に関して混乱がある）

## 有頭動物説の妥当性
有頭動物の分類群としての妥当性は確認されてはいない。mtDNAによる研究（Delarbre他 2002）によると、メクラウナギ類は不穿口蓋類（ヤツメウナギ類）に近く、これは伝統的な分類と同様になる。すなわち、無顎類は分類群として妥当である。頭甲類は伝統的に不穿口蓋類（ヤツメウナギ類）と同一視されてきたが、それが事実であるかどうかは疑問の余地がある。分岐年代が古い場合、mtDNAによる分類が絶対的でないことは留意する必要がある。また化石記録殻の判断も解釈が難しい。
もし無顎類が単系統と認められれば、脊椎動物は従来認められてきたとおり顎口類+無顎類の内容となり、有頭動物は、脊椎動物の不必要な異名となる。